# Кобургские поцелуйчики
«Кобургские поцелуйчики» (нем. Coburger Schmätzchen) — сорт немецких пряников из Кобурга, представляющих собой ароматное медовое печенье с лесным орехом и цукатами круглой формы диаметром до 5 см. Тесто для «кобургских поцелуйчиков» замешивают на основе заготовки из смеси пшеничной муки с разогретым мёдом, которую выдерживают в холоде в течение нескольких месяцев. Покрытые шоколадом и украшенные золотой фольгой кобургские пряники именуются «золотыми кобургскими поцелуйчиками» (нем. Coburger Goldschmätzchen). «Кобургские поцелуйчики», сладкий бренд города, обычно поступают в продажу в картонной упаковке или жестяных банках, украшенных видами города.
Производство орехово-медовых пряников в Кобурге существовало издавна, местная гильдия пряничников оформилась к 1643 году. Необходимые пряности, миндаль и цукаты поступали в Кобург через Нюрнберг. «Кобургские поцелуйчики» изначально были обычным сироповым печеньем, которым торговцы угощали детей своих покупателей. Идея сдобрить их миндалём, мёдом и цукатами возникла у вернувшегося из странствий на родину мастера пекарского дела Вильгельма Файлера. В 1892 году он открыл специализированную кондитерскую и уже спустя пять лет добился значительных результатов, став придворным поставщиком кобургского герцогского дома. На рубеже XIX—XX веков «кобургские поцелуйчики» были награждены золотыми медалями Всемирных выставок в Париже, Брюсселе и Берлине.